# Mince vo fontáne
Mince ve fontáně je pop-rocková (folk-rocková) hudební skupina která vznikla v roce 1999 v Liptovském Mikuláši.

## Dějiny
Zpočátku byla skupina výlučně folková. TEnto základ zůstal, ale postupně se začaly objevovat v jejich repertoáru prvky country, rocku i popu, s čímž měla často kapela u ortodoxně laděných porot na soutěžních festivalech většinou problémy.[zdroj?] Přes zmíněné záležitosti se podařilo jejím členům někdy uspět i v soutěžích a odnesli si například Hlavní cenu celostátního FCT festivalu Strunobranie v Banské Štiavnici a několik dalších zajímavých ocenění. Stylová „nečistota“ však má i své výhody a Mince ve fontáně se objevují na rockových, folkových, countryových, i popových akcích. V současnosti je stylové zaměření skupiny folk-rockové a pop-rockové.
Na popud bývalého člena kapely Stana Štofčíka založili v roce 2000 v Liptovském Mikuláši klub Fontána, kam pravidelně zvou jednotlivce i skupiny na samostatné koncerty. Od roku 2002 pomáhali organizovat festival Folkovanie pod Skalkou společně s MsKS Liptovský Hrádok. S „folkáčksou“ Svetluškou začali pořádat festival Letokruhy, který se koná každoročně v Liptovském Mikuláši, nebo blízkém okolí. Poslední ročníky byly organizovány také ve spolupráci s bývalým členem Michalem Kováčikem v kavárně PIANKO v Liptovském Mikuláši. Během svého působení se Mince ve fontáně podílejí na organizování a účinkují na benefičních koncertech pro nemocné děti, děti z dětských domovů, záchranu lesů a dalších.
Aktivity kapely jsou značné a členy lze například vidět v televizních pořadech, ale i slyšet v rozhlase. Zazpívali si i ve filmu Zachránci, který byl uveden na obrazovky v roce 2003.
Mince ve fontáně vydali čtyři samostatné alba – Ozveny, Svetlo, Maják nádejí a v roce 2014 album MINCE VO FONTÁNE - štvrtý a jedno společné album se skupinami Lesní skřítci, Pohoda a Pengagi s názvem K slnku odvrátení.

### Projekt C.I.T.
Zkratka C.I.T. znamená Celkem inteligentní tým. Projekt vznikl s přispěním všech aktivních členů kapely Mince ve fontáně. „Tvrdší“ rockové zaměření však se zejména personálními změnami v kapele ho odsunulo do ústraní a postupně se vyprofilovala nová folk-rocková (pop-rocková) cesta kapely. Projekt byl aktivní do roku 2012.

## Dřívější členové
Čestnými členy, kteří pomáhali při zrodu a fungování kapely jsou:
- Lukáš Kaplan - kytara
- Milan Mazar - zpěv, kytara
- Květoslav Nikl - bicí
- Alžbeta Šípková - zpěv, flétna
- Stanislav Štofčík - kytara, housle, zpěv
- Anna Dvorščáková - zpěv, flétna
- Lucia Valašíková - zpěv
- Michal Kováčik - kytara, mandolína, zpěv
- Alena Hrižová - zpěv
- Iveta Kindernayová - zpěv, kytara, klávesy, perkuse
- Radovan Kaplan - baskytara
- Branislav Fábry - kytara
- Kristína Bachová - housle
- Peter Potoma - bicí nástroje, zpěv

## Současní aktivní členové skupiny
- Vladimír Slavík - kytara, foukací harmonika, zpěv (V minulosti založil spolu s Jaroslavem Madera a Alžbětou Šípkovou skupinu Luscinia, se Stanislavem guláš dancefloorové formaci Doctor Nicolaus, v květnu 1999 založil skupinu Mince ve fontáně.)
- Ján Kamenský - zpěv, kytara
- Roman Žarnovičan - bicí, perkuse (+ Romanofón)
- Tomáš Kulka - zpěv, baskytara, kontrabas